# 太上道君

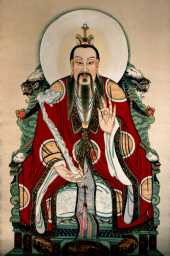
太上道君。

太上道君（たいじょうどうくん）は道教の神。別名を霊宝天尊（れいほうてんそん）、上清天尊（じょうせいてんそん）ともいう。
太上老君（道徳天尊）、太上道君（霊宝天尊）、元始天尊の三柱で三清という。元始天尊は「太元」、太上老君が「老子」を神格化したものに対し、太上道君は「道」を神格化したもの。
道教において最高の天上界、三清境の上清境の弥羅宮に住むことから上清（天尊）の呼び名がある。三尊は三清境に住まうため、三清とも呼ばれる。
ただ、道教には崇拝の対象となることは少ないが、道を知ることこそが太上道君の教えだとされることもある。